# Черна комедия
 Тази статия е за жанра.  За пиесата със същото име вижте Черна комедия (пиеса).  
Черната комедия представлява поджанр на комедията и сатирата, при който теми и случки, които се смятат за табу, се представят по саркастичен или хумористичен начин, но без да губят своята сериозност. Синоним може да бъде изразът „черен хумор“. Комедиантите използват похватите на черния хумор, за да провокират у зрителя чувство на дискомфорт и порив на сериозни мисли, но в същото време и усещане за развлечение и забава.
За пръв път наименованието „черен хумор“ е употребено във френската книга „Антология на черния хумор“ („Anthologie de l'humour noir“)
Предмет на черната комедия са теми, като: престъпление, смърт, домашно насилие, наркотици, изнасилване, убийство, самоубийство, тероризъм, война и различни други. Теми като: полова дискриминация, расизъм, хомофобия, както и различни шеги, свързани с религията или с хората с увреждания, се смятат за „безвкусни“.П.С тези от класа ми са черни комедианци.

## Сериали
- Два метра под земята ООД
- Д-р Хаус
- Фарго
- В обувките на Сатаната
- Кралици на ужаса
- Безсрамници

## Анимационни сериали
- Семейство Симпсън
- Саут Парк
- Арчър
- Рик и Морти
- Семейният тип